# Rabitlje
Rabitlje este un sat din comuna Pljevlja, Muntenegru. Conform datelor de la recensământul din 2003, localitatea are 118 locuitori (la recensământul din 1991 erau 108 locuitori).

## Demografie
În satul Rabitlje locuiesc 87 de persoane adulte, iar vârsta medie a populației este de 38,0 de ani (34,2 la bărbați și 42,2 la femei). În localitate sunt 31 de gospodării, iar numărul mediu de membri în gospodărie este de 3,81.
Populația localității este foarte eterogenă.
|  |

| Demografie | Demografie | Demografie |
| An         | Locuitori  | Locuitori  |
| ---------- | ---------- | ---------- |
|            |            |            |
|            |            |            |
|            |            |            |
|            |            |            |
| 1948       | 155        |            |
| 1953       | 166        |            |
| 1961       | 172        |            |
| 1971       | 154        |            |
| 1981       | 124        |            |
| 1991       | 108        | 108        |
| 2003       | 122        | 118        |

| \| Componența etnică conform recensământului din 2003[2] \| Componența etnică conform recensământului din 2003[2] \| Componența etnică conform recensământului din 2003[2] \| Componența etnică conform recensământului din 2003[2] \| Componența etnică conform recensământului din 2003[2] \| \| ----------------------------------------------------- \| ----------------------------------------------------- \| ----------------------------------------------------- \| ----------------------------------------------------- \| ----------------------------------------------------- \| \| \| \| \| \| \| \| Sârbi \| Sârbi \| \| 68 \| 57,62% \| \| Muntenegreni \| Muntenegreni \| \| 37 \| 31,35% \| \| necunoscută \| necunoscută \| \| 2 \| 1,69% \| |              |  |    |        |
| Componența etnică conform recensământului din 2003 |              |  |    |        |
| |              |  |    |        |
| Sârbi | Sârbi        |  | 68 | 57,62% |
| Muntenegreni | Muntenegreni |  | 37 | 31,35% |
| necunoscută | necunoscută  |  | 2  | 1,69%  |